# Leptostylopsis ornatus
Leptostylopsis ornatus är en skalbaggsart som först beskrevs av Fisher 1928.  Leptostylopsis ornatus ingår i släktet Leptostylopsis och familjen långhorningar. Inga underarter finns listade i Catalogue of Life.